# All's Well That Ends Well (Man)
All's Well That Ends Well  è un album live dei Man, pubblicato dalla MCA Records nel novembre del 1977. Il disco fu registrato dal vivo nel dicembre del 1976 al Roundhouse di Londra, Inghilterra.

## Tracce
Lato A
1. Let the Good Times Roll – 3:00 (Theard, Moore)
2. The Welsh Connection – 7:59 (Micky Jones, Phil Ryan)
3. The Ride and the View – 6:01 (Deke Leonard)
4. A Hard Way to Live – 3:09 (Deke Leonard)

Lato B
1. Born with a Future – 7:27 (Deke Leonard, Micky Jones, Phil Ryan)
2. Spunk Rock – 8:31 (Martin Ace, Micky Jones, Deke Leonard, Terry Williams)
3. Romain – 4:59 (Martin Ace, Clive John, Micky Jones, Deke Leonard, Terry Williams)

## Musicisti
- Micky Jones  - chitarra, voce
- Deke Leonard  - chitarra, voce
- Phil Ryan  - tastiera, voce
- John McKenzie  - basso, voce
- Terry Williams  - batteria, voce